# Gebedshuis

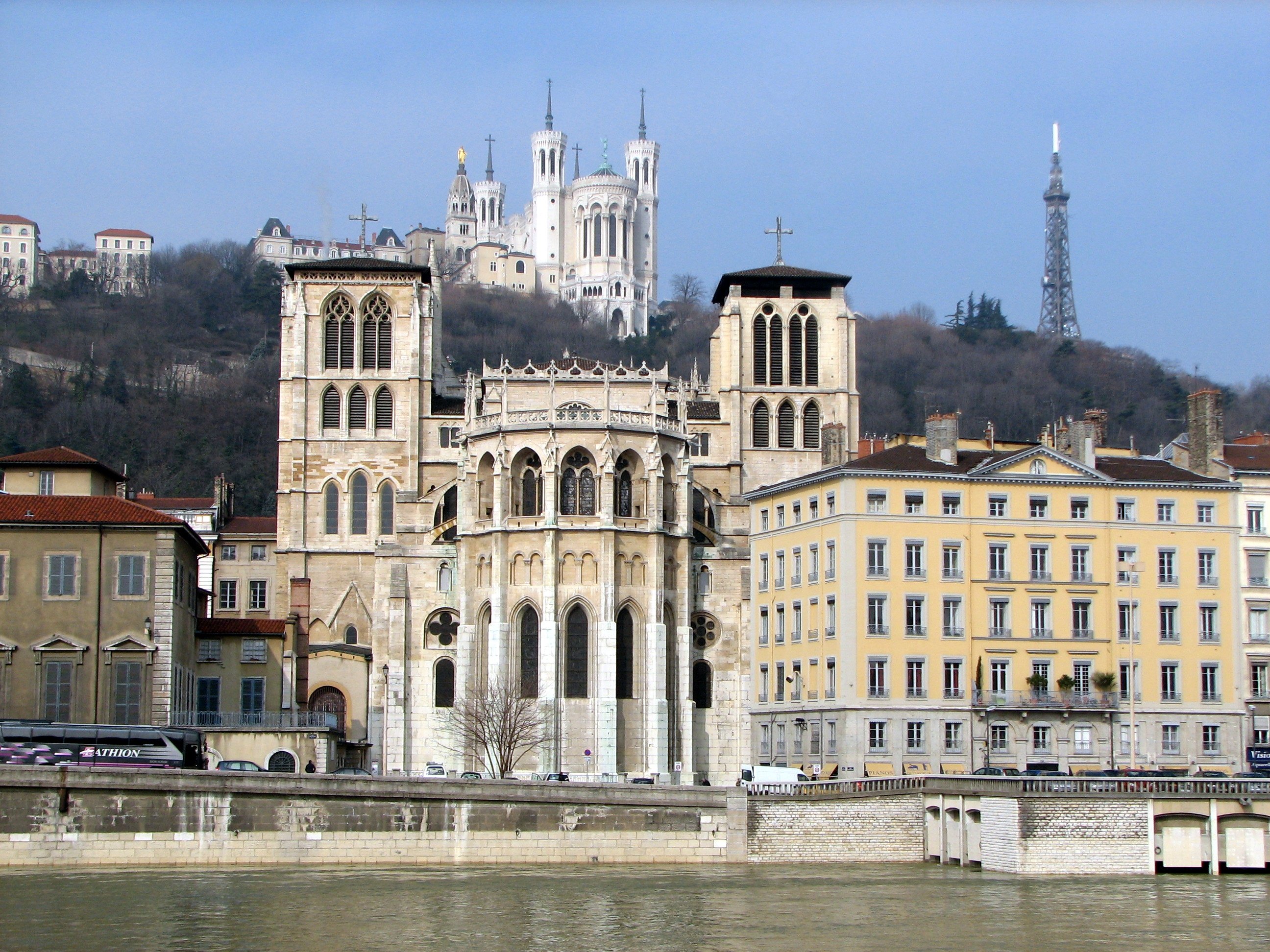
Voor: kathedraal van Lyon
Erboven: basiliek van Fourvière

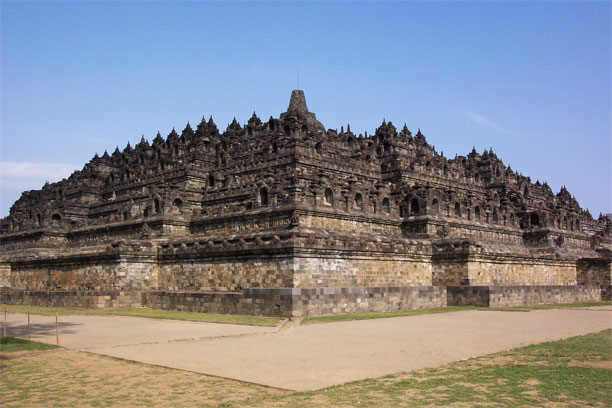
Borobudur (boeddhitisch)

Een gebedshuis is een gebouw waarin religieuze bijeenkomsten, zoals de gebedsbijeenkomst of de meditatiebijeenkomst, een centrale plaats innemen. In diverse godsdiensten heeft het een andere naam. In verschillende religies wordt een gebedshuis ook wel tempel genoemd.
Wereldreligies:
1. boeddhisme: tempel
Een voorbeeld van een boeddhistische tempel is een stoepa.
2. christendom: kerk
Het christendom kent een groot scala aan kerkgebouwen die verschillen in functie, zoals: basiliek, dom, kapel, kapittelkerk, kathedraal, schuilkerk. Daarnaast worden  locaties waar een gebedsbeweging samenkomt ook wel gebedshuis genoemd.
3. hindoeïsme: mandir
Ook wel een tempel genoemd
Balinezen bidden in een pura
4. islam: moskee
Ook wel een masjid genoemd
De alevieten bidden in een cem
5. jodendom: synagoge
6. sikhisme: gurdwara